# Syngrapha parilis
Syngrapha parilis ist ein Schmetterling (Nachtfalter) aus der Familie der Eulenfalter (Noctuidae).

## Merkmale

### Falter
Die Flügelspannweite der Falter beträgt 26 bis 31 Millimeter. Auf den Vorderflügeloberseiten herrschen graue bis violett graue Färbungen vor. Im Mittelfeld befindet sich ein charakteristisches silberweißes Zeichen, etwa in Form des Buchstaben Gamma aus dem griechischen Alphabet. Das Mittelfeld zwischen Zelle und Innenrand ist schwarzbraun gefärbt und durch schmale weißliche Querlinien eingefasst. Die Hinterflügeloberseite ist weißlich gefärbt und an der Flügelwurzel und am Saum grau verdunkelt. Der Thorax ist pelzig behaart und mit einigen Haarbüscheln versehen, der Saugrüssel ist gut entwickelt.

### Raupe
Ausgewachsene Raupen haben eine grasgrüne Farbe. Sie zeigen dünne weiße unterbrochene Nebenrückenlinien, kleine weiße Punkte, einen gelbweißen Seitenstreifen sowie einige kurze schwarze Härchen.

### Ähnliche Arten
Syngrapha diasema unterscheidet sich in erster Linie durch die gelbgrau bis gelbbraun gefärbte Hinterflügeloberseite.

## Verbreitung und Lebensraum

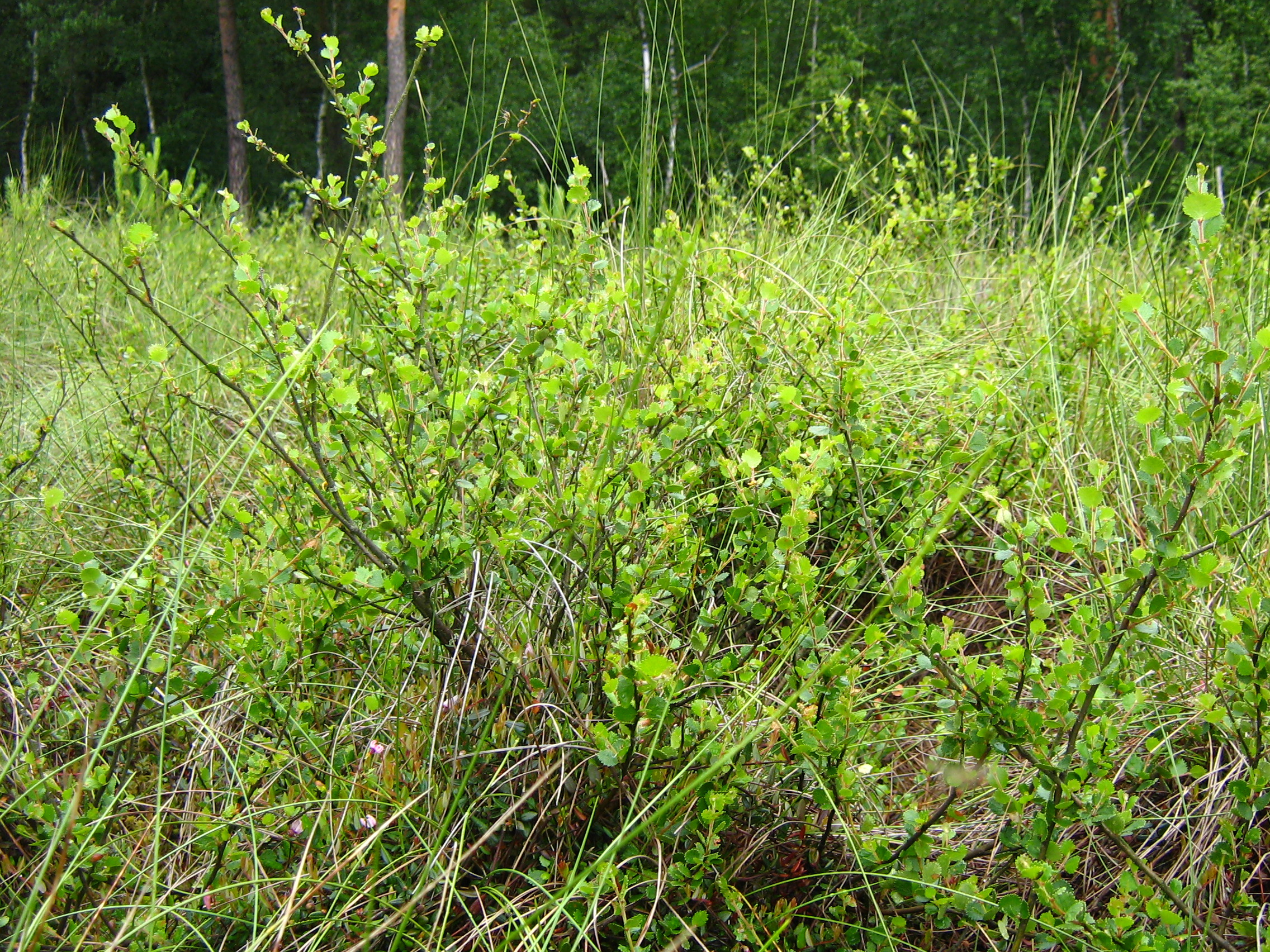
Polar-Birke, die Hauptnahrungspflanze der Raupen

Syngrapha parilis kommt in Island, im Norden Fennoskandinaviens sowie entlang der Küste des Nordpolarmeers einschließlich Nowaja Semlja bis in das arktische Nordamerika vor. Die Lebensräume umfassen offene, trockene bergige Lagen, blumenreiche Heide- und Moorlandschaften sowie tundraähnliche Gebiete.

## Lebensweise
Die ausschließlich tagaktiven Falter von Syngrapha parilis bilden eine Generation im Jahr, die in den Monaten Juni bis August anzutreffen ist. Im hohen Norden fliegen die Falter auch in den taghellen Nächten und saugen gern an den Blüten von Heidelbeeren (Vaccinium), Tragant (Astragalus) und Storchschnäbeln (Geranium). Die Raupen ernähren sich von den Blättern verschiedener Birkenarten (Betula), bevorzugt von der Polar-Birke (Betula nana).